# Научни организации в България
Научните организации в България, в които се изследват научни проблеми, са:
- Българската академия на науките (БАН)
- Селскостопанската академия (ССА)
- университетите
- научни звена към предприятия
- научни центрове към обществени организации
- независими научни центрове
- частни научни центрове

Специфична съсловна организация на учените от всички области на науката е Съюзът на учените в България.

## Обратно към
- Наука